# كلية هارفارد للحقوق

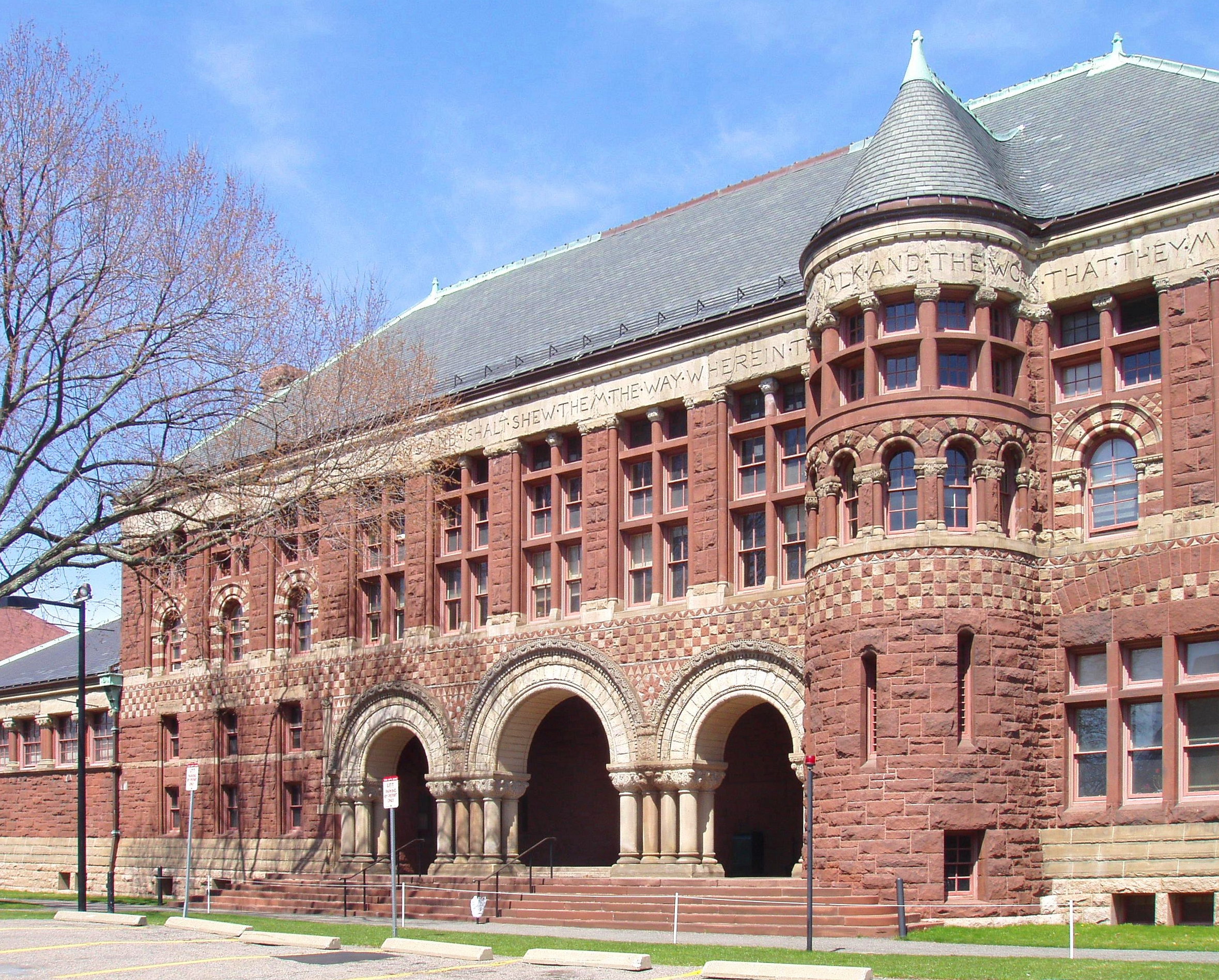
أوستن هال: أحد مباني كلية هارفارد للقانون

كلية هارفارد للحقوق (بالإنجليزية: Harvard Law School)‏ هي إحدى كليات جامعة هارفارد. تأسست عام 1817 وتقع في مدينة كامبردج والتي لا يفصل بينها وبين مدينة بوسطن سوى نهر تشارلز. يعدّ القبول في هذه الكلية صعبا جدا حيث لا يقبل في الكلية سوى أقل من 12% من عدد المتقدمين كل عام.

## أشهر خريجي الكلية

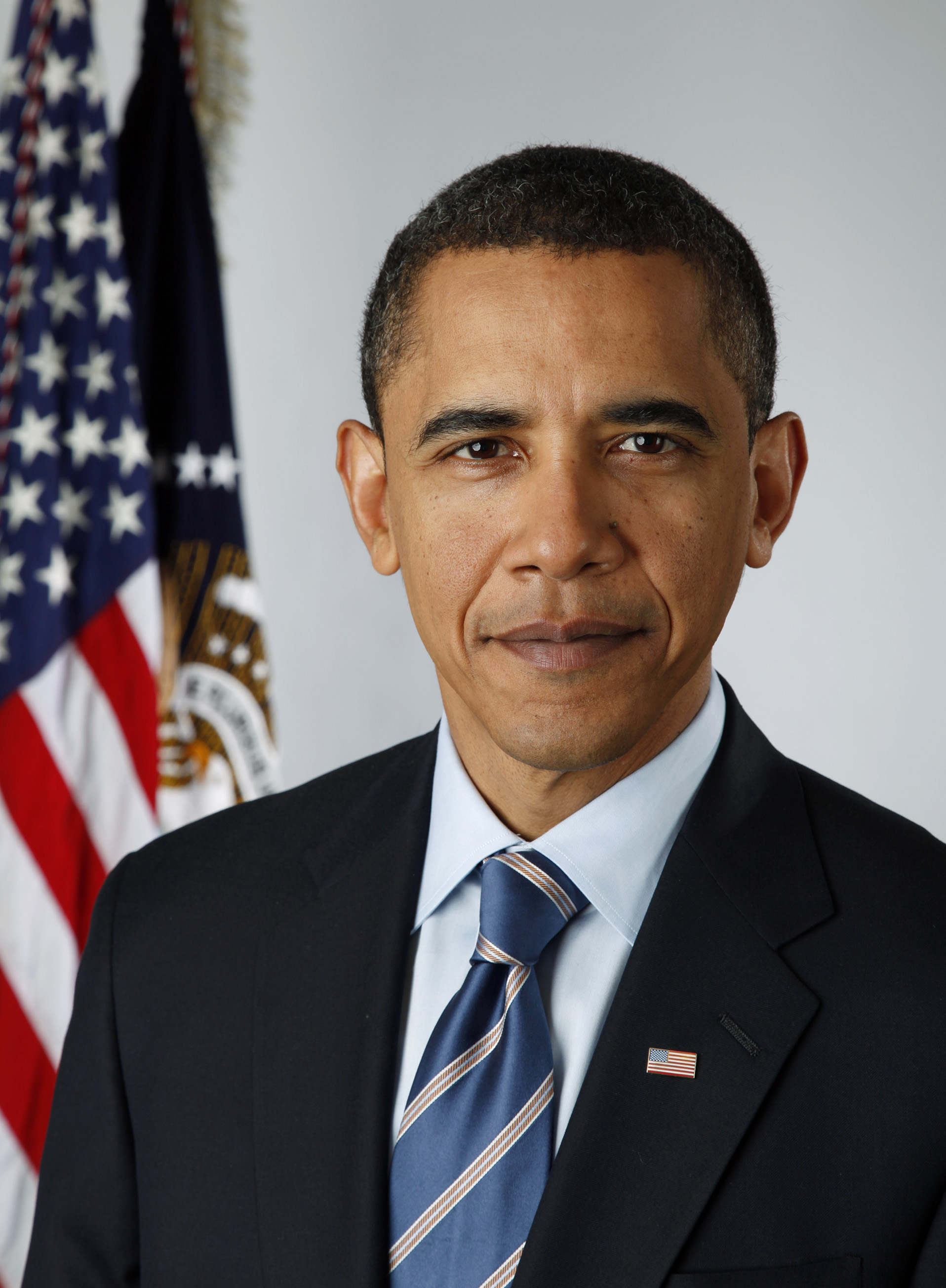
باراك أوباما تخرج من كلية هارفارد للحقوق في 1991

- تخرج العديد من رجال السياسة والقانون من هذه الكلية مثل: باراك أوباما, بما في ذلك مرشح الرئاسية الأمريكية لعام 2012 ميت رومني و عدد من زعماء العالم من خريجيها تشمل رئيس جمهورية الصين (تايوان) ما يينغ جيو ، رئيس المحكمة العليا السابق لجمهورية الفلبين ريناتو كورونا ؛ رئيس المحكمة العليا في سنغافورة ساندروش مينون ، والرئيس السابق ل مجموعة البنك الدولي روبرت زوليك ، مفوضة الأمم المتحدة السامية لحقوق الإنسان نافانيثيم بيلاي ، و رئيس أيرلندا السابق ماري روبنسون , رالف نادر .